# Coracias spatulatus
Sả đuôi vợt (danh pháp khoa học: Coracias spatulatus) là một loài chim trong họ Sả.
Sả đuôi vợt được tìm thấy ở miền nam châu Phi từ Angola, đông nam Cộng hòa Dân chủ Congo và miền nam Tanzania đến bắc Botswana, Zimbabwe, Malawi và Mozambique.